# Psiadia arguta
Espèce
Psiadia arguta est une espèce de plantes à fleurs de la famille des Asteraceae, endémique de l'île Maurice. Elle est apparentée à Psiadia viscosa, dit également baume de l'île Plate.

## Description
C'est un arbuste d'environ un mètre aux tiges marron foncé et aux fleurs blanches à corolle tubulaire regroupées en capitules (7 mm de diamètre) à l'extrémité de rameaux parfois très longs. Les fleurons femelles sont situés à la périphérie et munis d'une petite ligule. Les fleurons mâles sont tubulaires. Ses feuilles vert argenté d'une longueur de 10 cm sont allongées et elliptiques avec une nervure centrale proéminente en dessous. Les bractées de l'involucre sont verdâtres. Il croît à haute altitude.
Cette espèce est en danger dans son milieu naturel. On peut en observer au jardin botanique de Pamplemousses et au jardin botanique de Curepipe. L'huile extraite par hydrodistillation des feuilles a une propriété mycotoxique.